# هنین هولست
هنین هولست (دانمارکی: Henning Holst; ۲۵ اکتبر ۱۸۹۱ – ۲۰ مارس ۱۹۷۵) بازیکن هاکی روی چمن اهل دانمارک بود.